# 杨可 (宋朝)
杨可（?—?），北宋汉州绵竹人。
杨可是杨允恭的长子。宋真宗咸平元年（998年）杨可中进士，授官大理评事。咸平二年（999年），其父患病，朝廷遣杨可到升州（治今江苏省南京市）侍疾。杨可喜欢写文章，有吏才，历任户部、盐铁判官，知洪州（治今江西省南昌市）、宣州（治今安徽省宣城市）、润州（治今江苏省镇江市）、寿州（治今安徽省寿县）、潭州（治今湖南省长沙市）诸州，官至都官员外郎。